# George Dantzig
George Bernard Dantzig (/ˈdæntsɪɡ/; Portland, 8 de novembro de 1914 — Stanford, 13 de maio de 2005) foi um cientista matemático norte-americano que fez contribuições para engenharia industrial, pesquisa operacional, ciência da computação, economia e estatísticas.
Dantzig é conhecido por seu desenvolvimento do algoritmo simplex, um algoritmo para resolver problemas de programação linear. Dantzig resolveu dois problemas de estatística, que ele confundiu com dever de casa depois de chegar atrasado a uma palestra de Jerzy Neyman.
Quando morreu, Dantzig era Professor de Pesquisa Operacional e Ciência da Computação na Universidade de Stanford.

## Infância e educação
Nascido em Portland, Oregon, George Bernard Dantzig foi batizado em homenagem a George Bernard Shaw, um escritor irlandês. Filho de pais judeus, seu pai, Tobias Dantzig, era matemático e linguista, e sua mãe, Anja Dantzig (nascida Ourisson), era linguista de origem judaico-francesa. Os pais de Dantzig se conheceram durante estudo na Universidade de Paris, onde Tobias estudou matemática com Henri Poincaré, que deu nome ao irmão de Dantzig. Os Dantzigs imigraram para os Estados Unidos, onde se estabeleceram em Portland.
No início da década de 1920, a família Dantzig mudou-se de Baltimore para Washington, D.C. Sua mãe se tornou linguista na Biblioteca do Congresso, e seu pai tornou-se professor de matemática na Universidade de Maryland. Dantzig frequentou a Powell Junior e Central High School; um de seus amigos lá era Abraham Seidenberg, que também se tornou um matemático. Quando chegou ao ensino médio, já era fascinado pela geometria, e esse interesse foi nutrido ainda mais por seu pai.

## Carreira
Com a eclosão da Segunda Guerra Mundial, Dantzig tirou uma licença do programa de doutorado em Berkeley para trabalhar como civil para as Forças Aéreas do Exército dos Estados Unidos. De 1941 a 1946, ele se tornou chefe do ramo de análise de combate do Controle Estatístico das Forças Aéreas. Em 1946, ele retornou a Berkeley para completar os requisitos de seu programa e recebeu seu Ph.D. naquele ano. Embora tenha recebido uma oferta do corpo docente de Berkeley, ele voltou à Força Aérea como consultor matemático.
Em 1952, Dantzig ingressou na divisão de matemática da RAND Corporation. Em 1960, ele se tornou professor no Departamento de Engenharia Industrial na Universidade da Califórnia. Em 1966 ele se juntou ao corpo docente da Universidade de Stanford como Professor de Pesquisa Operacional e de Ciência da Computação. Em 1973 ele fundou o Laboratório de Otimização de Sistemas (SOL). Em uma licença sabática naquele ano, ele gerenciou o Grupo de Metodologia no Instituto Internacional de Análise de Sistemas Aplicados (IIASA) em Laxenburg, Áustria.
Ele era membro da Academia Nacional de Ciências, da Academia Nacional de Engenharia, e da Academia de Artes e Ciências dos Estados Unidos. Dantzig recebeu muitas homenagens, incluindo a Medalha Nacional de Ciências em 1975. A Mathematical Programming Society homenageou Dantzig ao criar o Prêmio George B. Dantzig, concedido a cada três anos desde 1982 a uma ou duas pessoas que tiveram um impacto significativo no campo da programação matemática.

### Pesquisa
Freund escreveu que "por meio de sua pesquisa em teoria matemática, computação e análise econômica, Dantzig contribuiu mais do que qualquer outro pesquisador para o notável desenvolvimento da programação linear".
Com base em seu trabalho são desenvolvidas ferramentas “que as empresas de navegação usam para determinar quantos aviões precisam e onde seus caminhões devem ser implantados. A indústria do petróleo há muito usa a programação linear no planejamento da refinaria, pois determina quanto de seu produto bruto deve se transformar em gasolina e quanto deve ser usado para subprodutos à base de petróleo. É usado na fabricação, gerenciamento de receitas, telecomunicações, publicidade, arquitetura e inúmeras outras áreas".

#### Estatística
Um evento na vida de Dantzig se tornou a origem de uma história famosa em 1939, quando ele era um estudante de doutorado. Perto do início de uma aula para a qual Dantzig estava atrasado, o professor Jerzy Neyman escreveu dois problemas estatísticas notoriamente não resolvidos no quadro-negro. Quando Dantzig chegou, ele presumiu que os dois problemas eram um dever de casa e os anotou. De acordo com Dantzig, os problemas "pareciam um pouco mais difíceis do que o normal", mas alguns dias depois ele entregou soluções completas para os dois problemas, ainda acreditando que era uma tarefa que estava atrasada.
Seis semanas depois, Dantzig recebeu a visita do professor Neyman, que estava ansioso para lhe dizer que os problemas que ele havia solucionado eram dois dos mais famosos problemas não resolvidos em estatísticas. Ele preparou uma das soluções de Dantzig para publicação em um jornal. Como Dantzig disse em uma entrevista de 1986 no College Mathematics Journal:

“Um ano depois, quando comecei a me preocupar com o tema de minha tese, Neyman apenas deu de ombros e me disse para embrulhar os dois problemas em um fichário e ele os aceitaria como minha tese”.

Anos depois, outro pesquisador, Abraham Wald, estava se preparando para publicar um artigo que chegou a uma conclusão para o segundo problema, e incluiu Dantzig como seu co-autor quando soube da solução anterior.
Esta história começou a se espalhar e foi usada como uma lição motivacional, demonstrando o poder do pensamento positivo. Com o tempo, o nome de Dantzig foi removido e os fatos foram alterados, mas a história básica persistiu na forma de uma lenda urbana e como uma cena introdutória no filme Good Will Hunting.

## Vida pessoal
Dantzig recebeu seu diploma de bacharel em matemática e física pela Universidade de Maryland em 1936, ano em que se casou com Anne S. Shmuner. Ele morreu em 13 de maio de 2005, em sua casa em Stanford, na Califórnia, devido a complicações de diabetes e doença cardiovascular. Ele tinha 90 anos.

## Publicações

### Livros de George Dantzig
- 1953. Notes on linear programming;
- 1956. Linear inequalities and related systems (editado por H.W. Kuhn e A.W. Tucker);
- 1963. Linear programming and extensions;
- 1966. On the continuity of the minimum set of a continuous function (com Jon H. Folkman e Norman Shapiro);
- 1968. Mathematics of the decision sciences;
- 1969. Lectures in differential equations (editado por A. K. Aziz; contribuintes: George B. Dantzig e outros);
- 1970. Natural gas transmission system optimization;
- 1973. Compact city; a plan for a liveable urban environment (com Thomas L. Saaty);
- 1974. Studies in optimization (editado por B.C. Eaves);
- 1985. Mathematical programming: essays in honor of George B. Dantzig (editado por R.W. Cottle);
- 1997. Linear programming 1: Introduction;
- 2003. Linear programming 2: Theory and Extensions;
- 2003. The Basic George B. Dantzig (editado por Richard W. Cottle).[15]

### Capítulos de livros
- Dantzig, George B.; Arrow, Kenneth J.; Karlin, Samuel; Suppes, Patrick (1960). Mathematical models in the social sciences, 1959: Proceedings of the first Stanford symposium. Stanford, California: Stanford University Press. pp. 151–158. ISBN 9780804700214

### Artigos, uma seleção
- Dantzig, George B. (Junho de 1940). «On the Non-Existence of Tests of 'Student's' Hypothesis Having Power Functions Independent of σ». The Annals of Mathematical Statistics. 11 (2). pp. 186–92. JSTOR 2235875. doi:10.1214/aoms/1177731912
- Wood, Marshall K.; Dantzig, George B. (1949). «Programming of Interdependent Activities: I General Discussion». Econometrica. 17 (3/4). pp. 193–9. JSTOR 1905522. doi:10.2307/1905522
- Dantzig, George B. (1949). «Programming of Interdependent Activities: II Mathematical Model». Econometrica. 17 (3). pp. 200–211. JSTOR 1905523. doi:10.2307/1905523
- Dantzig, George B. (1955). «Optimal Solution of a Dynamic Leontief Model with Substitution». Econometrica. 23 (3). pp. 295–302. JSTOR 1910385. doi:10.2307/1910385